# Těžkej Pokondr
Těžkej Pokondr bylo české hudební duo známé svými textovými parodiemi převzatých známých skladeb zahraniční i české popové hudby od sedmdesátých let 20. století až do 21. století. Duo bylo založeno v roce 1995, ale aktivní bylo v letech 1996–2019 a tvořili jej Miloš Pokorný a Roman Ondráček (název skupiny napadl Ondřeje Hejmu a vznikl z jejich příjmení Pokorný+Ondráček). Autorem většiny jejich textů byl Lou Fanánek Hagen, Ondřej Hejma, Roman Ondráček, Xindl X a Vít Rotter. Jejich texty jsou psány zpravidla obecnou češtinou až středočeským dialektem a slangem, častá je hra se slovy pro dosažení vtipného účinku.

## Historie
Mimo jiné v roce 2011 nazpívali na hudbu písně „Live Is Life“ skupiny Opus text „Prejs to čmajz“ na motivy incidentu Václava Klause kolem protokolárního pera v Chile.
Od září 2011 do prosince 2011 duo Pokorný-Ondráček moderovalo na České televizi svoji vlastní talkshow Pokondr live vysílanou v přímém přenosu. Po sedmi letech ke dni 31. říjnu 2017 sami skončili v pořadu rádia Frekvence 1 s názvem Těžkej Pokondr na F1, což byl dle jejich vyjádření nejposlouchanější pořad v ČR, protože jim jejich nadřízený Miroslav Škoda nedovolil pozvat si do pořadu spoustu hostů, které ani neznal a také Jaroslava Kmentu v době ještě před volbami (přesněji dlouhodobější spor, který vyvrcholil cenzurou hostů). Poté se v roce 2019 rozešlo i duo Těžkej Pokondr.
Od roku 2020 funguje Roman Ondráček už jen sólo pod názvem Lehkej Pokondr & Rakeťáci. Dne 1. dubna 2020 vydal Lehkej Pokondr svůj první sólový singl „Ještě, že mám plnou Nádrž“.

## Diskografie

### Studiová alba

#### Sbohem tvá Máňa(1996)
1. Šopák (originál: Gazebo – I Like Chopin)
2. Včera jsem se vdala (originál: Righeira – Vamos a la Playa)
3. Rakeťák (originál: Cut 'n' Move - Give It Up (KC & The Sunshine Band – Give It Up))
4. Dealer (inspirováno: Michael Jackson – Thriller)
5. Tarzan (originál: Baltimora – Tarzan Boy)
6. Skaut (inspirováno: Tears for Fears – Shout)
7. Žeton (originál: Jane Birkin & Serge Gainsbourg – Je t'aime… moi non plus)
8. Rikatádo (inspirováno: K.T.O. – Rikatádo)
9. Saša jede (originál: Laid Back – Sunshine Reggae)
10. Já ti jednu fláknu (originál: Queen – We Will Rock You)

#### Víc než Gottzila(1998)
1. Felicie (originál: Al Bano & Romina Power – Felicità) – součástí skladby je intro (předehra)
2. Zuby, zuby, zuby (originál: Modern Talking – Brother Louie '98)
3. Džíny (originál: Falco – Jeanny)
4. Vodka mizí (originál: F. R. David – Words)
5. Táta (originál: Lunetic – Máma)
6. Kung-Fu fandim (originál: Bus Stop feat. Carl Douglas – Kung Fu Fighting)
7. Je jaký je (originál: Karel Gott – Je jaká je (Drupi – Sereno è))
8. Strejda Honza (originál: Ottawan – Hands Up (Give Me Your Heart))
9. Prázdnej špajz (originál: Kim Carnes – Bette Davis Eyes)
10. Zrady kul (originál: Boney M. – Daddy Cool)
11. Jako supi (Frankie, promiň) (inspirováno: Frank & Nancy Sinatra – Something Stupid)
12. GOTTZYMIX

##### Víc než Gottzila – platinová edice(1999)
- 1. – 12. stejné skladby jako v základní edici
- 13. Nájem zvedej (originál: Village People – Y.M.C.A)
- 14. Zrady kul (Remix)
- 15. Nájem zvedej (Remix)

#### Vypusťte Krakena(1999)
1. Vinetů (originál: Superboys – Ich wünscht' du wärst bei mir (Martin Böttcher – Winnetou melodie[p 1])) – součástí skladby je intro (předehra)
2. Máma má rýmu (originál: Ricchi e Poveri – Mamma Maria)
3. Korále, sandále (originál: Gipsy Kings – Volare (Domenico Modugno – Nel blu dipinto di blu (Volaré))
4. Hasiči has! (originál: Bee Gees – Stayin' Alive)
5. Maso na guláš (originál: Petr Hapka a Lucie Bílá – Dívám se, dívám)
6. Naproti maj sejf (originál: Nick Kamen – I Promised Myself)
7. Torpédo (originál: Ilona Csáková – Tornero (I Santo California – Tornerò))
8. Dřou fest (originál: Pet Shop Boys – Go West (Village People – Go West))
9. Zlatý slavík (originál: Waldemar Matuška – Slavíci z Madridu (Hugues Aufray – Le rossignol anglais))
10. Dolly Buster (originál: Ray Parker Jr. – Ghostbusters)
11. Radek (inspirováno: 666 – Amokk)
12. Montér v kvartýru (originál: Andrea Bocelli – Con te partirò)

##### Vypusťte Krakena – multiplatinová edice(2000)
- 1. – 12. stejné skladby jako v základní edici
- 13. Z mamba nejsem štajf (originál: Lou Bega – Mambo no. 5 (A Little Bit of...))
- 14. Čórli mi kola (originál: Drupi – Piccola e fragile)
- 15. Vinetů – (Sam Hawkins Remix)

#### Ježek v peci(2000)
1. Intro
2. Kampa (originál: Ritchie Valens – La Bamba)
3. Mně to nejde (originál: Village People – In the Navy)
4. Vidiák ryl by rejhy do spár (originál: The Buggles – Video Killed the Radio Star)
5. Vontové (inspirováno: Martin Böttcher – Old Shatterhand melodie[p 1])
6. Gigolo (originál: Ricchi e Poveri – Piccolo amore)
7. Tak to je (originál: Matt Bianco – Yeh Yeh)
8. Nalej! (originál: Ricky Martin – The Cup of Life)
9. Bublina – jediná autorská píseň
10. Sluch (originál: Umberto Tozzi – Tu)
11. V sámošce mejkap (originál: Goombay Dance Band – Sun of Jamaica)
12. Maj melouna (originál: The Knack – My Sharona)
13. Zabávať (originál: Saragossa Band – Zabadak)

##### Znovuplatinovej Ježek v peci(2001)
- 1. – 13. stejné skladby jako v základní edici
- 14. Kalíme jak duha (originál: Boney M. – Kalimba de luna (Tony Esposito – Kalimba de luna))
- 15. Píská se mi (originál: Damiens – Stýská se mi)
- 16. Maj melouna dancemix
- + Lehkej Sí-Dí Romovej dýchánek (bonusový multimediální obsah na počítač)

#### Jéžišmarjá(2001)
1. Intro
2. Nandej briket (originál: Eruption – One way ticket)
3. Hej, volá, volá Sisa (originál: Ricchi e Poveri – Sarà perchè ti amo)
4. Šup ho tam (originál: Zuzana Norisová – Š, Š, Š (Nancy Sinatra – Sugar Town)) – na obalu alba je uveden název parodovaného originálu „Sugar Town“
5. Chcípnul tu pes (originál: Tina Turner – Simply the Best)
6. Já jsem tvůj, ty jsi můj (originál: ABBA – Knowing Me, Knowing You) – na obalu alba je uveden název parodovaného originálu „Knowing Me, Knowing You“
7. Šála s čepicí (originál: Middle of the Road – Chirpy Chirpy Cheep Cheep)
8. Jsem sama doma (originál: Zucchero feat. Paul Young – Senza una donna (Without a Woman))
9. Zelená je kráva (originál: Zelená je tráva (Blue Is the Colour[p 2]))
10. Laminát (originál: Status Quo – In the Army Now)
11. Jdi a sejmi ho (originál: Ottawan – D.I.S.C.O.)
12. Mámo těsto dej ven (originál: Chris Andrews – Yesterday Man)
13. To seš out (originál: The Beatles – Twist and Shout)
14. Božský Kája (originál: Karel Gott – Včelka Mája)

#### Kuss (2003)
1. Bakaláři (feat. Martina Menšíková)
2. Kláda (hudba pochází ze znělky TV pořadu Bakaláři)
3. Pejzy (originál: Frankie Valli – Can't Take My Eyes Off You)
4. Denis (originál: Gompie – Alice (Who the X is Alice?) (New World – Living Next Door to Alice))
5. Vana a zvon (originál: Boney M. – Gotta Go Home (Nighttrain – Hallo Bimmelbahn))
6. Je vždycky milé vidět milé lidi
7. Blivajz (originál: Elton John – Blue Eyes)
8. Malyland (originál: Petr Kotvald – Mumuland)
9. Atmosféry (originál: Frank Sinatra – Love and Marriage)
10. Špatné trávení (originál: Helena Vondráčková – Sladké mámení)
11. Vnady (originál: Bananarama – Venus (Shocking Blue – Venus))
12. Jan Čech Gevara (originál: The Sandpipers – Guantanamera)
13. Je-mla-dý, je-mla-dá (originál: The Beatles – Ob-La-Di, Ob-La-Da)
14. V klíně mě to kouše (originál: Kylie Minogue – Locomotion (Little Eva – The Loco-Motion))

#### Safírový jadel (2005)
1. Intro
2. Čaje z Indie (originál: Milk & Sugar vs John Paul Young – Love Is in the Air)
3. Vem ven psisko (originál: Scott McKenzie – San Francisco (Be Sure to Wear Flowers in Your Hair))
4. Nikde žádnej kondom (originál: Europe – The Final Countdown)
5. Míň vody, víc řepy (originál: Bobby McFerrin – Don't Worry, Be Happy)
6. Bez plomb (originál: Tom Jones & Mousse T. – Sex Bomb)
7. Trenky mi hoď (originál: Suzi Quatro – If You Can't Give Me Love)
8. Všude stejnej, nudnej kout (originál: The Clash – Should I Stay or Should I Go)
9. Já jsem z Křivoklátu (originál: Londonbeat – I've Been Thinking About You)
10. Na šichtu (originál: James Brown & The Famous Flames – I Got You (I Feel Good))
11. Nebydlíme v Iráku (originál: Hot Chocolate – You Sexy Thing)
12. Veksláček (originál: Michael Zager Band – Let's All Chant)
13. To je ten den, kdy máme sílu (originál: Tony Christie – (Is This the Way to) Amarillo)

#### Superalbum (2011)
1. Intro
2. Nestihlas ten vlak (originál: Sandra – Everlasting love (Robert Knight – Everlasting Love))
3. Vem kačky (originál: MC Hammer – U Can't Touch This)
4. Prejs to čmajz (originál: Opus – Live Is Life)
5. Kde je brod? (originál: Haddaway – What Is Love?)
6. Pijánovka (Životní příběh Ladislava Bonity) (originál: Madonna – La Isla Bonita)
7. To už je zase ráno (originál: Yolanda Be Cool & DCUP – We No Speak Americano)
8. Trápí mě dluh (originál: Falco – Der Kommissar)
9. Pojď na skype (originál: Unique II – Break My Stride (Matthew Wilder – Break My Stride))
10. Lavor (originál: Spice Girls – Wannabe)
11. Když tančí Korn (originál: Patrick Hernandez – Born to Be Alive)
12. (R)ameno (originál: Era – Ameno)
13. Jirka Babica (inspirováno: Duck Sauce – Barbra Streisand[p 3])

##### Superalbum 2013 – speciální 2 CD edice (2013)
CD 1
stejné skladby jako v základní edici
CD 2
1. Skriňa, čo ma drží nad vodou (originál: Elán – Voda, čo ma drží nad vodou) – novinka
2. Tarzan (originál: Baltimora – Tarzan Boy)
3. V sámošce mejkap (originál: Goombay Dance Band – Sun of Jamaica)
4. Malyland (originál: Petr Kotvald – Mumuland)
5. Mámo, těsto dej ven (originál: Chris Andrews – Yesterday Man)
6. Vnady (originál: Bananarama – Venus (Shocking Blue – Venus))
7. Jako supi (Frankie, promiň) (inspirováno: Frank & Nancy Sinatra – Something Stupid)
8. Dolly Buster (originál: Ray Parker Jr. – Ghostbusters)
9. Veksláček (originál: Michael Zager Band – Let's All Chant)
10. Zelená je kráva (originál: Zelená je tráva (Blue Is the Colour[p 2]))
11. To seš out (originál: The Beatles – Twist and Shout)
12. Strejda Honza (originál: Ottawan – Hands Up (Give Me Your Heart))
13. Prázdnej špajz (originál: Kim Carnes – Bette Davis Eyes)
14. Nalej! (originál: Ricky Martin – The Cup of Life)
15. Zabávať (originál: Saragossa Band – Zabadak)

#### Star Boys(2017)
1. Intro
2. Kretén (originál: Scatman John – Scatman (Ski-Ba-Bop-Ba-Dop-Bop))
3. Má asi křena (originál: Los del Río – Macarena)
4. Maraton s kňourem (originál: Bee Gees – More Than a Woman)
5. Hynek Čermák (originál: Toto Cutugno – L'italiano (Lasciatemi Cantare))
6. My jsme šoumeni (originál: Sister Sledge – We Are Family)
7. Schízy (originál: The Commodores – Easy)
8. Blá, blá, blá (originál: Trio – Da Da Da)
9. Ice Hockey Tiger (Náš Jarda Jágr) (originál: Survivor – Eye of the Tiger)
10. J.A.R. (originál: Laid Back – Bakerman) – digitální verze alba neobsahuje tuto skladbu
11. Už nechcem hulit!!! (originál: Reel 2 Real – I Like to Move It)
12. Úctu knížkám (originál: Helena Vondráčková – Vzhůru k výškám)
13. Já su sexy (originál: Right Said Fred – I'm Too Sexy)
14. Levhart (originál: Nazareth – Love Hurts (The Everly Brothers – Love Hurts))
15. Superstar (originál: Joan Jett – I Love Rock 'n' Roll (The Arrows – I Love Rock 'n' Roll))

Původně ohlášený tracklist:
1. Kretén
2. Sen můj je mít (originál: Lionel Richie – Say You, Say Me) – nevydáno
3. My jsme šoumeni
4. Schízy
5. Maraton s kňourem
6. Nevím, jak tu buchtu zbouchnout (originál: Wham! – Wake Me Up Before You Go-Go[5]) – nevydáno
7. Hynek Čermák
8. Má asi křena!
9. Náš Jarda Jágr
10. J.A.R.
11. Superstar
12. Úctu knížkám
13. Ty si syn (originál: Pet Shop Boys – It's a Sin) – vydáno pouze na demo nahrávce Zakázané uvolnění
14. Už nechcem hulit
15. Levhart
16. Já su sexy!
17. Blá, blá, blá

### Výběrové kompilace

#### Super Těžkej Pokondr(1999)
1. Felicie
2. Zuby, zuby, zuby
3. Džíny
4. Vodka mizí
5. Táta
6. Kung-Fu fandim
7. Je jaký je
8. Strejda Honza (originál: Ottawan – Hands Up (Give Me Your Heart))
9. Prázdnej špajz (originál: Kim Carnes – Bette Davis Eyes)
10. Zrady kul
11. Jako supi (Frankie, promiň) (inspirováno: Frank & Nancy Sinatra – Something Stupid)
12. GOTTZYMIX
13. Nájem zvedej
14. Šopák
15. Žeton
16. Saša jede
17. Sekera (originál: Gibson Brothers – Que sera mi vida (If You Should Go)) – novinka
18. Nájem zvedej (Remix)

#### Best of: 20 největších hitů (2008)
1. Vinetů
2. Nájem zvedej
3. Šopák
4. Korále, sandále
5. Džíny
6. Dřou fest
7. Hasiči has! – delší verze oproti albové
8. Denis
9. Jsem sama doma
10. Vodka mizí
11. Felicie
12. Pejzy – kratší verze oproti albové
13. Čórli mi kola
14. Čaje z Indie
15. Božský Kája
16. Laminát
17. Máma má rýmu
18. Saša jede – kratší verze oproti albové
19. Montér v kvartýru
20. Kampa – součástí skladby je intro (předehra) z alba Ježek v peci

#### 14 nejhorších kousků (2013)
1. Tarzan (originál: Baltimora – Tarzan Boy)
2. V sámošce mejkap (originál: Goombay Dance Band – Sun of Jamaica)
3. Malyland (originál: Petr Kotvald – Mumuland)
4. Mámo, těsto dej ven (originál: Chris Andrews – Yesterday Man)
5. Vnady (originál: Bananarama – Venus (Shocking Blue – Venus))
6. Jako supi (Frankie, promiň) (inspirováno: Frank & Nancy Sinatra – Something Stupid)
7. Dolly Buster (originál: Ray Parker Jr. – Ghostbusters)
8. Veksláček (originál: Michael Zager Band – Let's All Chant)
9. Zelená je kráva (originál: Zelená je tráva (Blue Is the Colour[p 2]))
10. To seš out (originál: The Beatles – Twist and Shout)
11. Strejda Honza (originál: Ottawan – Hands Up (Give Me Your Heart))
12. Prázdnej špajz (originál: Kim Carnes – Bette Davis Eyes)
13. Nalej! (originál: Ricky Martin – The Cup of Life)
14. Zabávať (originál: Saragossa Band – Zabadak)
15. Saša jede (Hospodská verze) – vyšlo na singlu Saša jede pod názvem „Těžkej Pub Version“

#### Best of II. (2014)
1. Vem kačky
2. Kníra mám! (originál: Bee Gees – Night Fever) – novinka
3. Kde je brod? (Live at Wembley) – upravená verze oproti albové
4. Fade to Grey (originál: Visage – Fade to Grey) – novinka, také známé pod názvy „Jak cejchu skrejt“ nebo „Cejchu skrejt“
5. Vidiák ryl by rejhy do spár
6. Sluch
7. Rakeťák
8. Táta
9. Maj melouna
10. Skriňa, čo ma drží nad vodou
11. Hej, volá, volá Sisa
12. Kung-Fu fandim
13. Já jsem tvůj, ty jsi můj – na obalu alba je uveden název parodovaného originálu „Knowing Me, Knowing You“
14. Radek
15. Včera jsem se vdala
16. Zuby, zuby, zuby
17. Dealer
18. Trenky mi hoď
19. Vana a zvon
20. Bublina

### Singly

#### Saša jede (1995)
1. Saša Jede (Radio Special Edit)
2. Saša Jede (Pokondr Dance Mix)
3. Saša Jede (Těžkej Pub Version)
4. Saša Jede (Radio Edit)
5. Saša Jede (Instrumental)

#### Rakeťák (1996)
1. Rakeťák (Radio Edit)
2. Rakeťák (Album Version)

#### Vinetů (1999)
1. Vinetů (Radio Edit)

#### Kampa (2000)
1. To bývala Kampa (Radio Edit)

#### Vontové (2001)
1. Vontové

#### Maj melouna (2001)– feat. Věra Špinarová
1. Maj Melouna (Dancemix – Radio Edit)
2. Maj Melouna (Dancemix)

#### Hej, wolá, wolá, Sisa (2001)
1. Hej, wolá, wolá, Sisa

#### Pejzy (2003)
1. Pejzy
2. Rozhovor (Generic Interview)

#### Maraton s kňourem (2016)
1. Maraton s kňourem

### DVD

#### Tucatero aneb Po práci legraci! (2003)– dokument
1. Sen
2. Cesta
3. Hit
4. Chyby
5. Originalita
6. Obal
7. Album
8. Videoklip
9. Soukromí
10. Kritika
11. Legrace
12. Sláva

+ videoklipy (Šopák, Saša jede, Nájem zvedej, Vontové, Božský Kája)
+ live skladby
+ další bonusy

### Demo nahrávky

#### Zakázané uvolnění(1998)– pirátská nevydaná nahrávka
1. Nájem zvedej – vydáno v roce 1999 na platinové edici alba Víc než Gottzila
2. Rameno – upravená verze vydána na albu Superalbum v roce 2011 jako „(R)ameno“
3. Já jsem tvůj, ty jsi můj – vydáno v roce 2001 na albu Jéžišmarjá
4. Ty jsi syn (originál: Pet Shop Boys – It's a Sin) – raritní skladba (měla být vydána na albu Star Boys)
5. Ladislav Bonita – upravená verze vydána na albu Superalbum v roce 2011 jako „Pijánovka (Životní příběh Ladislava Bonity)“
6. Born kreslí v USA (originál: Bruce Springsteen – Born in the U.S.A.) – raritní skladba

### Vedlejší projekty

#### Čip & Dejl – Rolničky
1. Rolničky („Nejdřívmy“ verze)
2. Rolničky („Ateďvy“ verze)

### Nevydané skladby
- Ty jsi syn (originál: Pet Shop Boys – It's a Sin) – vydáno pouze na demo nahrávce Zakázané uvolnění
- Born kreslí v USA (originál: Bruce Springsteen – Born in the U.S.A.) – vydáno pouze na demo nahrávce Zakázané uvolnění
- Sen můj je mít (originál: Lionel Richie – Say You, Say Me) – mělo být vydáno na albu Star Boys
- Nevím, jak tu buchtu zbouchnout (originál: Wham! – Wake Me Up Before You Go-Go) – mělo být vydáno na albu Star Boys
- Kde má dům potrubí? (originál: Jiří Schelinger – Holubí dům)
- Jak vy k my, tak my k vy (originál: La Bionda – One for You, One for Me) – mělo být vydáno na albu Safírový jadel